# Chartreuse de Saint-Paul-de-la-Mer
La chartreuse de Saint-Paul-de-la-Mer, en catalan : Cartoixa de Sant Pol de Mar,  ou chartreuse de Saint-Paul-de Maresme est un ancien monastère Chartreux situé sur un rocher, à Sant Pol de Mar,  dans la Province de Barcelone en Espagne. Elle est déclarée bien culturel d'intérêt national.

## Histoire
Fondé par des moines coptes, le prieuré bénédictin de Saint-Paul-de-la-Mer existe depuis le Xe siècle au moins, dépendant successivement de l'abbaye de Sant Feliu de Guíxols (ca), de Saint-Victor de Marseille en 1048, puis de l'abbaye de Lérins en 1068. Ruiné, il est acheté en 1265 par Guillaume de Mongri (ca), chanoine de la cathédrale Sainte-Marie de Gérone. Les Bénédictins retournent à Lérins et le monastère reste vacant.  
En 1269, Guillaume de Mongri le cède aux chartreux de Valparaiso, en catalan Vallparadís, afin que les terres du monastère de Vallalta deviennent une maison autonome. Une communauté venue de Scala Dei en prend possession en 1269. Le monastère est directement gouverné par le Vatican, qui nomme les prieurs, et reçoit plusieurs indulgences et privilèges. Au cours de cette période, plusieurs "pous de llances", puits en catalan, sont établis dans leurs domaines et sont utilisés pour exécuter les hérétiques qui sont interrogés à Sant Cebrià de Vallalta par l'inquisition. 
À la fin du XIIIe siècle, les relations entre le monastère et les seigneurs de Cabrera (en) se dégradent, ce qui conduit les anciens propriétaires de Lérins à revendiquer la possession. Faute de ressources suffisantes, la maison végète et ne peut même pas être bâtie selon les règles cartusiennes. 
En 1344, le château de Vallparadís est cédé aux Chartreux de Scala Dei et de Saint-Paul afin qu'ils puissent fonder une nouvelle communauté. La fondation entre en vigueur l'année suivante, avec des moines venant de Scala Dei. Pendant ce temps, la vie du monastère de Saint-Paul-de-la-Mer se développe de manière spectaculaire.
En 1415, la nouvelle chartreuse de Montalegre est fondée, dans un endroit plus approprié pour son activité que ceux de Saint-Paul et de Valparaiso. La même année, une bulle de Benoît XIII autorise le transfert de Saint-Paul, qui à cette époque traverse des heures sombres. Le transfert effectif n'a lieu qu'en 1433. La communauté de Valparaiso se transfère à Montalègre et s’unit à celle de Saint-Paul-de-la-Mer.
En 1434, a lieu la vente de Saint Paul au vicomte de Cabrera. Au XVe siècle, l'endroit est fortifié, mais son emplacement conduit à l'urbanisation de ses environs. Lorsque la nouvelle église paroissiale est construite, Saint-Paul-de-la-Mer devient une chapelle.

## Prieurs
- 1348 et 1367 : Jaume Raüll, de la famille Mas Raüll de Sant Cebrià de Vallalta[4].